# Sting Entertainment
Sting Entertainment (яп. 株式会社スティング, кабусикигайся сутингу)  — японський розробник ігор, що працює в різних ігрових жанрах. Найвідоміші ігри компанії — це Baroque, Dokapon Kingdom, а також Dept. Heaven.Різні компанії були залучені до публікації ігор Стінг в перші роки, потім деякі ігри Стінга були опубліковані в Японії. 10 березня 2009 року було оголошено про партнерство з Atlus. Хоча американський підрозділ Atlus раніше випускав ігри Sting на американський ринок, дві компанії зараз оголосили про більш тісне партнерство. Atlus виявили інтерес до ігор Sting і мають намір видавати їх як в Японії, так і за кордоном.

## Розроблені ігри

### Випущені в Японії
- Psycho Chaser — (Видавець: Naxat Soft) PC-Engine (1990)
- Naxat Stadium — (Видавець: Naxat Soft) PC-Engine (1990)
- Last Battalion — X68000 (1991)
- OverRide — PC-Engine (1991)
- Extra Innings — (Видавець: Sony Music Entertainment Japan) Super Famicom (9 серпня 1991)
- Hakunetsu Professional Baseball: Ganba League '93 — (Видавець: Sony Music Entertainment Japan) Super Famicom (11 грудня 1992)
- Tatsujin — (Видавець: Taito Corporation) PC-Engine (1992)
- Kentou-Ou World Champion (в США випущена під назвою TKO Super Championship Boxing) — (Видавець: SOFEL) Super Famicom (28 квітня 1992)
- Flying Hero: Bugyuru no Daibouken — (Видавець: SOFEL) Super Famicom (18 грудня 1992)
- Yadamon Wonderland Dreams (спільно з Tokuma Shoten) — (Видавець: Tokuma Shoten) Super Famicom (26 листопада 1993)
- Onizuka Katsuya Super Virtual Boxing — (Видавець: SOFEL) Super Famicom (26 листопада 1993)
- Melfand Stories — (Видавець: ASCII Entertainment) Super Famicom (25 березня 1994)
- Yōkai Buster: Ruka no Daibōken (в США випущена під назвою The Jetsons: Invasion of the Planet Pirates) — (Видавець в Японії: Kadokawa Shoten, в США: Taito Corporation) Super Famicom (9 червня 1995)
- Treasure Hunter G — (Видавець: Square) Super Famicom (24 травня 1996)
- Solid Runner — (Видавець: ASCII Entertainment) Super Famicom (28 березня 1997)
- BAROQUE — Sega Saturn (21 травня 1998)
- Evolution: The World of Sacred Device — (Видавець: ESP Software) Dreamcast (12 січня 1999)
- BAROQUE — PlayStation (28 жовтня, 1999)
- Evolution 2: Far Off Promise — (Видавець: ESP Software) Dreamcast (23 грудня 1999)
- Baroque Shooting | BAROQUE SHOOTING — PC (17 червня 2000)
- BAROQUE SYNDROME — PlayStation (27 липня 2000)
- Haruka Typing — PC (7 лютого 2001)
- Wizardry Scenario 1: Proving Grounds of the Mad Overlord — WonderSwan Color (1 березня 2001)
- Koguru Guruguru: Guruguru to Nakayoshi — Game Boy Color (1 липня 2001)
- BAROQUE TYPING — PC (22 травня 2002)
- Riviera: The Promised Land — (Видавець: Bandai) WonderSwan Color (12 липня 2002)
- Evolution Worlds — (Видавець: ESP Software) GameCube (26 липня 2002)
- Riviera: The Promised Land — (Видано самостійно) Game Boy Advance (12 липня 2002)
- Yggdra Union: We'll Never Fight Alone — (Видано самостійно) Game Boy Advance (23 березня 2006)
- Riviera: The Promised Land — (Видано самостійно) PlayStation Portable (22 листопада 2006)
- BAROQUE — (Видано самостійно) PlayStation 2 (29 червня 2007)
- Dokapon Kingdom — (Видано самостійно) PlayStation 2 (22 листопада 2007)
- Yggdra Union: We'll Never Fight Alone — (Видано самостійно) PlayStation Portable (24 січня 2008)
- BAROQUE — (Видано самостійно) Wii (13 березня 2008 року)
- Dokapon Kingdom — (Видано самостійно) Wii (13 березня 2008 року)
- Dokapon Journey — (Видано самостійно) Nintendo DS (31 липня 2008)
- Knights in the Nightmare — (Видано самостійно) Nintendo DS (25 вересня 2008)
- Hexyz Force — (Видавець: Atlus) PlayStation Portable (12 листопада 2009)
- Knights in the Nightmare — (Видавець: Atlus) PlayStation Portable (22 квітня 2010)
- Blaze Union: Story to Reach the Future — (Видавець: Atlus) PlayStation Portable (27 травня 2010)
- Gungnir: Inferno of the Demon Lance and the War of Heroes — (Видавець: Atlus) PlayStation Portable (19 травня 2011)
- Gloria Union — (Видавець: Atlus) PlayStation Portable (23 червня 2011)
- Dragon Labyrinth — (Видано самостійно) Android (13 грудня 2011)

### Випущені в США
- Extra Innings — (Видавець: Sony Imagesoft) Super Nintendo (1992)
- TKO Super Championship Boxing — (Видавець: SOFEL) Super Nintendo (жовтень 1992)
- The Jetsons: Invasion of the Planet Pirates — (Видавець: Taito Corporation) Super Nintendo (червень 1994)
- Slamtilt — (Видавець: 21st Century Entertainment) PC (1998)
- Evolution: The World of Sacred Device — (Видавець: Ubisoft) Dreamcast (16 грудня 1999)
- Evolution 2: Far Off Promise — (Видавець: Ubisoft) Dreamcast (29 червня 2000)
- Evolution Worlds — (Видавець: Ubisoft) GameCube (2 грудня 2002)
- Riviera: The Promised Land — (Видавець: Atlus USA) Game Boy Advance (28 червня 2005)
- Yggdra Union: We'll Never Fight Alone — (Видавець: Atlus USA) Game Boy Advance (21 листопада 2006)
- Riviera: The Promised Land — (Видавець: Atlus USA) PlayStation Portable (28 червня 2007)
- BAROQUE — (Видавець: Atlus USA) PlayStation 2, Wii (8 квітня 2008)
- Yggdra Union: We'll Never Fight Alone — (Видавець: Atlus USA) Playstation Portable (16 вересня 2008)
- Dokapon Kingdom — (Видавець: Atlus USA) Playstation 2, Wii (14 жовтня 2008)
- Dokapon Journey — (Видавець: Atlus USA) Nintendo DS (19 квітня 2009)
- Knights in the Nightmare — (Видавець: Atlus USA) Nintendo DS (2 червня 2009)
- Hexyz Force — (Видавець: Atlus USA) PlayStation Portable (25 травня 2010)
- Knights in the Nightmare — (Видавець: Atlus USA) PlayStation Portable (9 листопада 2010)
- Baroque FPS — (Видано самостійно) iOS (25 грудня 2011)
- Gungnir: Inferno of the Demon Lance and the War of Heroes — (Видавець: Atlus USA) PlayStation Portable (12 червня 2012)

### Випущені в Європі
- TKO Super Championship Boxing — (Видавець: SOFEL) Super Nintendo (1993)
- Evolution — (Видавець: Ubisoft) Dreamcast
- Evolution 2: Far Off Promise — (Видавець: Ubisoft) Dreamcast (23 листопада 2001)
- Evolution Worlds — (Видавець: Ubisoft) GameCube (2003)
- Yggdra Union: We'll Never Fight Alone — (Видавець: 505 Games) Game Boy Advance
- Riviera: The Promised Land — (Видавець: 505 Games) PlayStation Portable (4 квітня 2008)
- BAROQUE — (Видавець: Rising Star Games) PlayStation 2, Wii